# Nora-Skogs församling
Nora-Skogs församling är en församling i Ådalens kontrakt i Härnösands stift. Församlingen ingår i Kramfors pastorat och ligger i Kramfors kommun i Västernorrlands län, Ångermanland.

## Administrativ historik
Nora-Skogs församling bildades år 2006 genom sammanslagning av församlingarna Nora församling samt Skogs församling. Församlingen utgjorde till 2018 ett eget pastorat för att därefter ingå i Kramfors pastorat.

## Kyrkor
- Nora kyrka
- Skogs kyrka
- Berghamns kapell
- Klockestrands kapell